# Гексагидроксоантимонат(V) натрия
Гексагидроксоантимонат(V) натрия — неорганическое соединение,
комплексный гидроксид натрия и сурьмы с формулой Na[Sb(OH)6],
бесцветные кристаллы,
слабо растворяется в воде.

## Получение
- При выщелачивании щелочных плавов рафинирования свинца с последующей очисткой.

- Окисление оксида сурьмы пероксидом водорода в растворе гидроксида натрия:

{\displaystyle {\mathsf {Sb_{2}O_{3}+2H_{2}O_{2}+2NaOH+3H_{2}O\ {\xrightarrow {60-80^{o}C}}\ 2Na[Sb(OH)_{6}]}}}

## Физические свойства
Гексагидроксоантимонат(V) натрия образует бесцветные кристаллы.
Слабо растворяется в воде.

## Химические свойства
- Разлагается при нагревании:

{\displaystyle {\mathsf {Na[Sb(OH)_{6}]\ {\xrightarrow {600^{o}C}}\ NaSbO_{3}+3H_{2}O}}}

## Применение
- При получении сурьмы.
- Компонент кислотостойких эмалей.
- Высокотемпературный окислитель в органическом синтезе.
- Используются в аналитической химии для количественного определения калия..